# Garcinia benthamiana
Garcinia benthamiana là một loài thực vật có hoa trong họ Bứa. Loài này được (Planch. & Triana) ined. mô tả khoa học đầu tiên.